# Грејнџер (Мисури)
Грејнџер (енгл. Granger) град је у америчкој савезној држави Мисури.

## Демографија
По попису из 2010. године број становника је 34, што је 10 (-22,7%) становника мање него 2000. године.
| Група             | 2000.       | 2010.       |
| Белци             | 44 (100,0%) | 34 (100,0%) |
| Афроамериканци    | 0 (0,0%)    | 0 (0,0%)    |
| Азијати           | 0 (0,0%)    | 0 (0,0%)    |
| Хиспаноамериканци | 0 (0,0%)    | 0 (0,0%)    |
| Укупно            | 44          | 34          |